# Anunciación (Fray Angélico, Florencia)
La Anunciación (en italiano, Annunciazione) es un fresco del pintor italiano Fra Angelico. Está realizado al fresco y fue pintado entre 1437 y 1446 en el convento de San Marcos de Florencia, actualmente convertido en Museo Nacional de San Marcos.
Fra Angelico realizó las que se consideran como sus mejores pinturas al fresco en este convento florentino de San Marcos, entre 1437 y 1445.

## Anunciación
Aunque Fra Angelico realizó otras versiones de la Anunciación, se considera este fresco de Florencia «la versión más emotiva de Fra Angelico, por su íntima y desnuda unción» (M. Olivar).
Es un tema muy repetido en Fra Angelico, especialmente en frescos. Aquí representa una escena enmarcada en un pórtico inspirado en la arquitectura de Brunelleschi, donde manifiesta su preocupación por representar la perspectiva. Las columnas son de orden compuesto. Al fondo se nos muestra un aposento que acentúa la profundidad y la perspectiva.
Este cuadro representa la escena donde María acepta ser la madre del hijo de Dios. Un ángel se lo anuncia y un rayo de sol le ilumina el corazón. Aparece también Dios en esta imagen, personificado como una paloma. En este caso no representa la escena de la expulsión del Paraíso que sí hace en la versión de la Anunciación que se encuentra en el Museo del Prado.